# 上之町 (沼田市)
上之町（かみのちょう）は、群馬県沼田市の地名。中心市街地に位置する。
郵便番号は378-0047。2015年現在の面積は0.030988km2。

## 地理
沼田市街を東西に走る目抜き通りの本町通り（国道120号）沿いに位置し、西側の中町・下之町とともに商店街を形成する。東和銀行や丸三証券の支店がある。町域は本町通りの両側に沿い、西は中町、北は東倉内町、南は馬喰町に接し、東側は材木町に食い込むように隣接する。
本町通りの北側には、沼田まつりで使われる大きな天狗の面を展示し、農産物直売所を併設する「街なか天狗プラザ」がある。その向かいには歌人で沼田市の名誉市民である生方たつゑの著書をはじめとする詩歌を集めた生方記念文庫が1986年10月に開館した。その隣接地には、1908年（明治41年）頃に建てられたと推定される旧沼田貯蓄銀行が2016年に材木町から移築された。2020年には、沼田公園から旧土岐家住宅洋館と旧日本基督教団沼田教会紀念会堂が移築された。主として大正時代の歴史的建造物が集まる街並みが形成され、大正ロマンエリアとして観光スポット化が図られている。さらに、土岐家住宅に隣接する東和銀行沼田支店も景観に合わせた建物に建て替えられる予定である。
市立小・中学校に通う場合、全域が沼田市立沼田小学校および沼田市立沼田南中学校の学区となる。

## 歴史

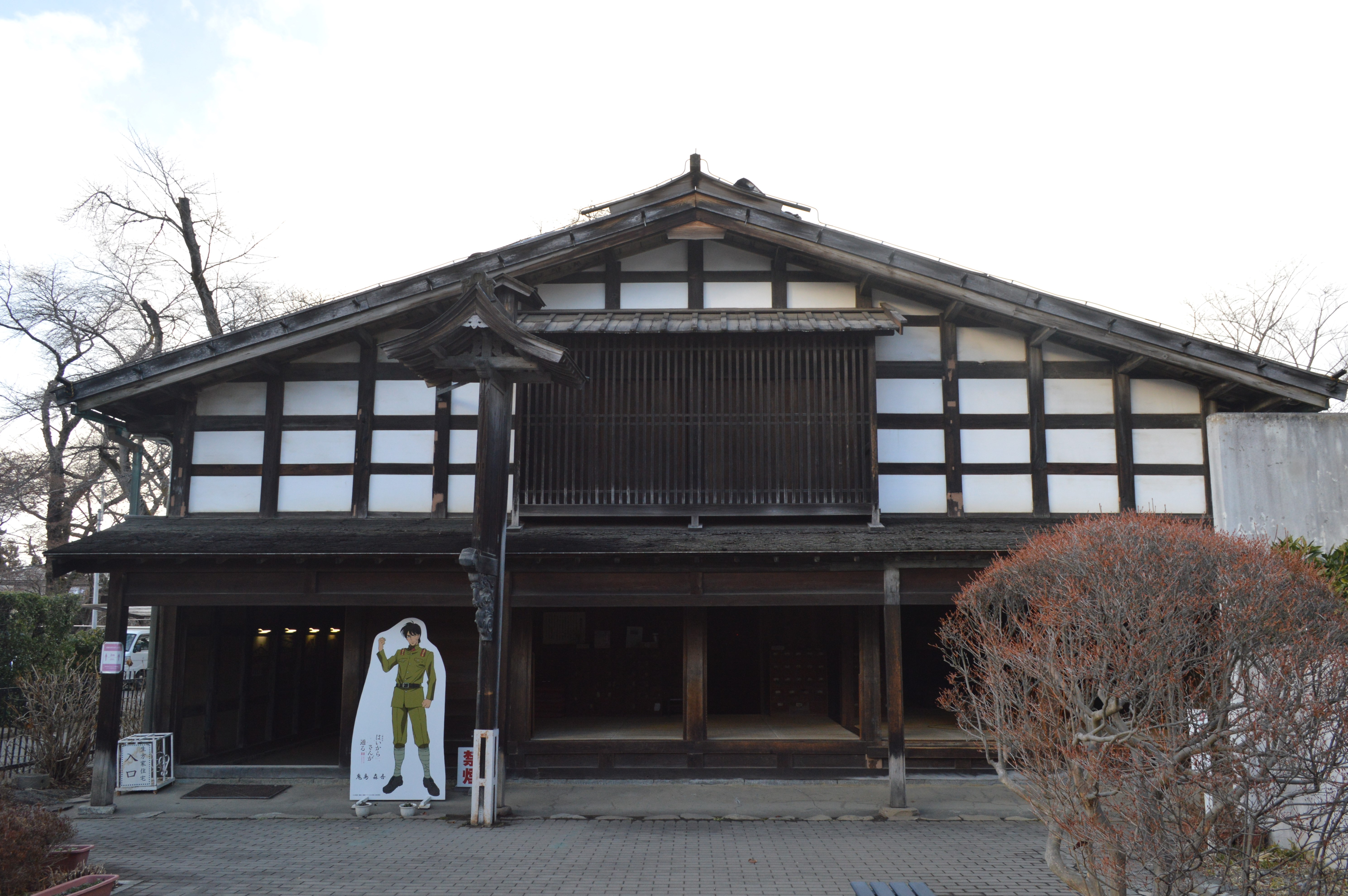
かどふぢ薬局（現・旧生方家住宅）

江戸時代に、西側に連なる中町とともに沼田城南側の城下の本町として成立した。沼田町史によると、1560年（永禄3年）にこの地の領主の沼田万鬼斎顕泰により本町が割り当てられ、1612年（慶長17年）に真田信幸が材木町・鍛冶町とともに本町の町割を行ったと記されている。この本町が下之町・中町・上之町に区分けされた時期は明らかではないが、1682年（天和2年）の矢島家文書の沼田町図では3ヶ町に区分けされた様子が記されている。
町内には、17世紀に建てられたと推測される「かどふぢ（角のふじや）」と呼ばれた生方家の薬屋があった。1864年（元治元年）、1884年（明治17年）、1886年（明治19年）の3度にわたり大火に見舞われたが、「かどふぢ」はその3回とも被災を免れた。生方家の弥右衛門は1886年に私塾「イギリス学校」を開設し、英語教育を行った。かどふぢの建物は1970年に東日本最古の商家造りとして「旧生方家住宅」の名称で国の重要文化財に登録され、1972年には市内西倉内町の沼田公園に移築された。町内にあった天徳寺には、1889年（明治22年）の町村制実施以前に戸長役場が置かれ、「天徳寺役場」と呼ばれたがすでに廃寺となっている。町村制が施行されたことにより沼田町の町名となる。
かどふぢがあった周辺は「角藤横町」と呼ばれ、本町通りから南の馬喰町に入る角には、大竹屋旅館があったことから「大竹屋横町」、その反対に北に入る小路は「伊勢町」、地内南側の小路は「繭市場通り」と通称されていた。
1954年（昭和29年）には沼田町が周辺町村と合併し市制を施行したことから沼田市の通称町名となる。

## 世帯数と人口
2021年（令和3年）11月30日現在の世帯数と人口は以下の通りである。
| 町丁   | 世帯数 | 人口 |
| ------ | ------ | ---- |
| 上之町 | 38世帯 | 76人 |

## 交通
町内に鉄道駅はない。

### バス
本町通りに「上之町」の停留所があり、関越交通によりJR上越線沼田駅・上越新幹線上毛高原駅方面、老神温泉・尾瀬戸倉方面、迦葉山方面などへの路線バスが運行されている。本町通りの北に並行する伊勢町通りの「東倉内町」からも沼田駅や猿ヶ京温泉方面への路線バスが利用できる。

### 道路
- 国道120号

## 施設
- 大正ロマンエリア
  - 旧沼田貯蓄銀行 - 2016年に沼田市街地から移築。群馬県指定文化財。
  - 旧土岐家住宅洋館 - 2020年に東京都渋谷区から移築。登録有形文化財。
  - 旧日本基督教団沼田教会紀念会堂 - 2020年に沼田公園から移築。登録有形文化財。
  - 旧久米家住宅洋館 - 2023年に東京都渋谷区から移築。
- 街なか天狗プラザ
- JA利根沼田農産物直売所
- 東和銀行沼田支店

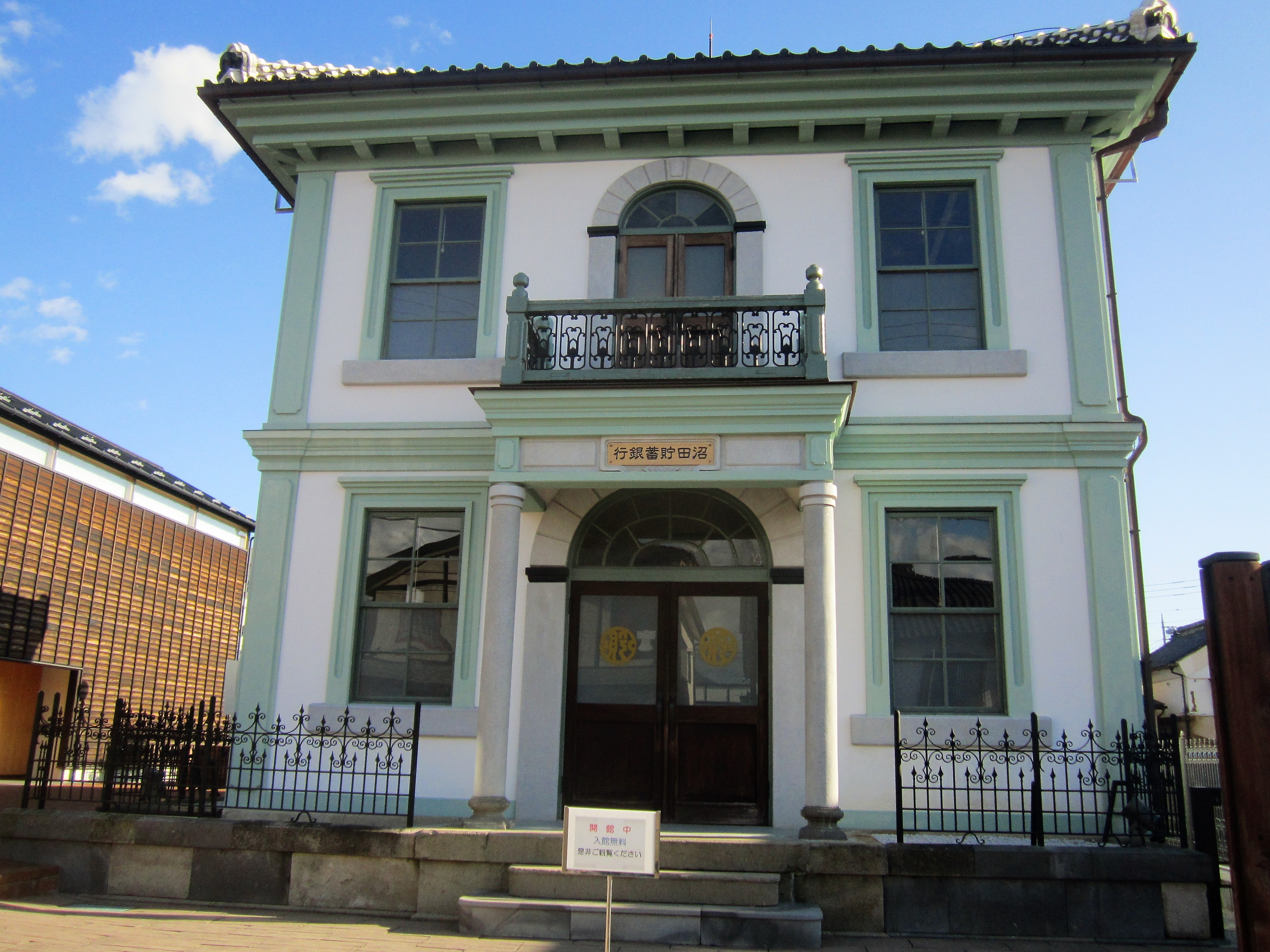
旧沼田貯蓄銀行
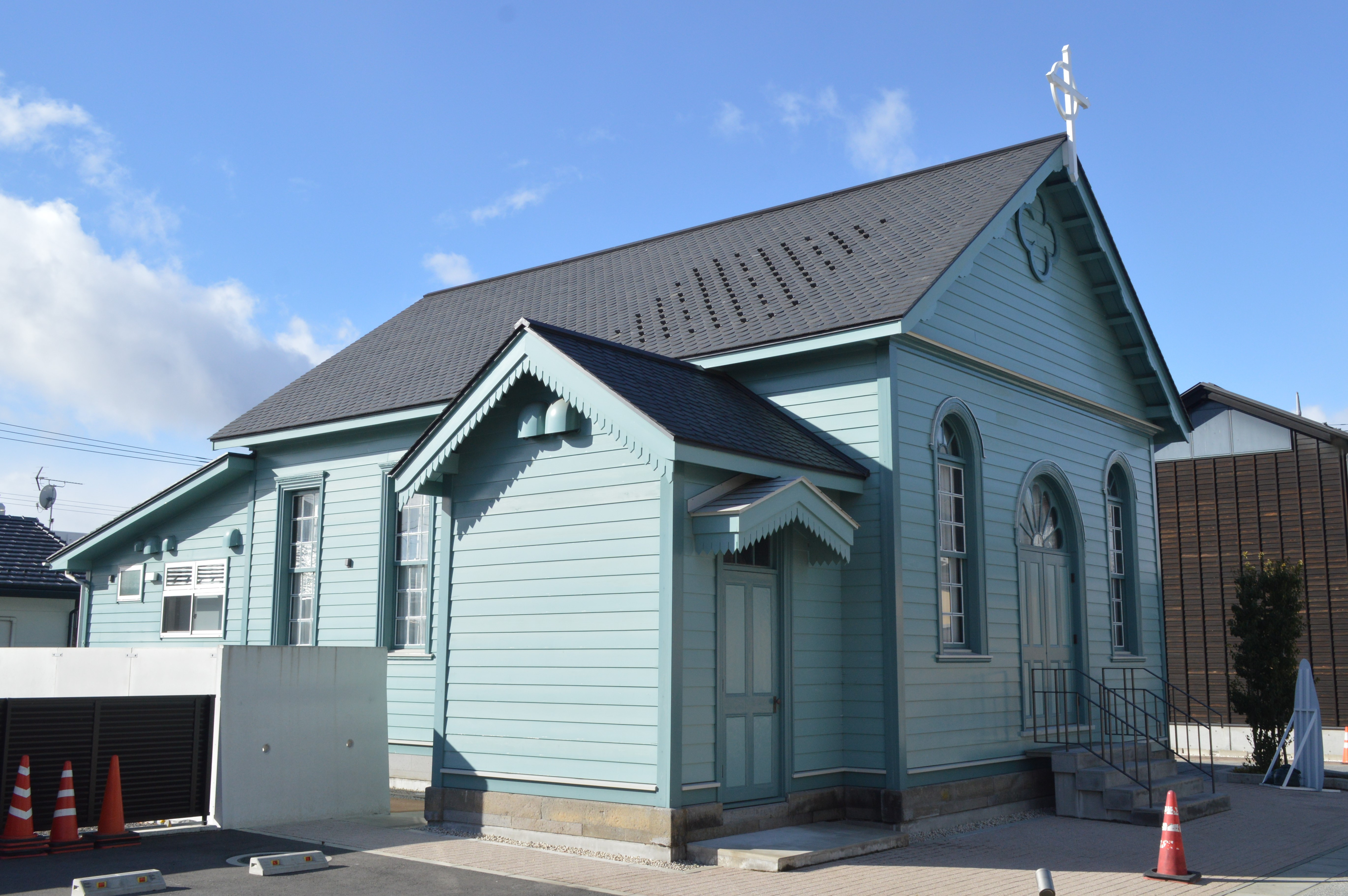
旧日本基督教団沼田教会紀念会堂
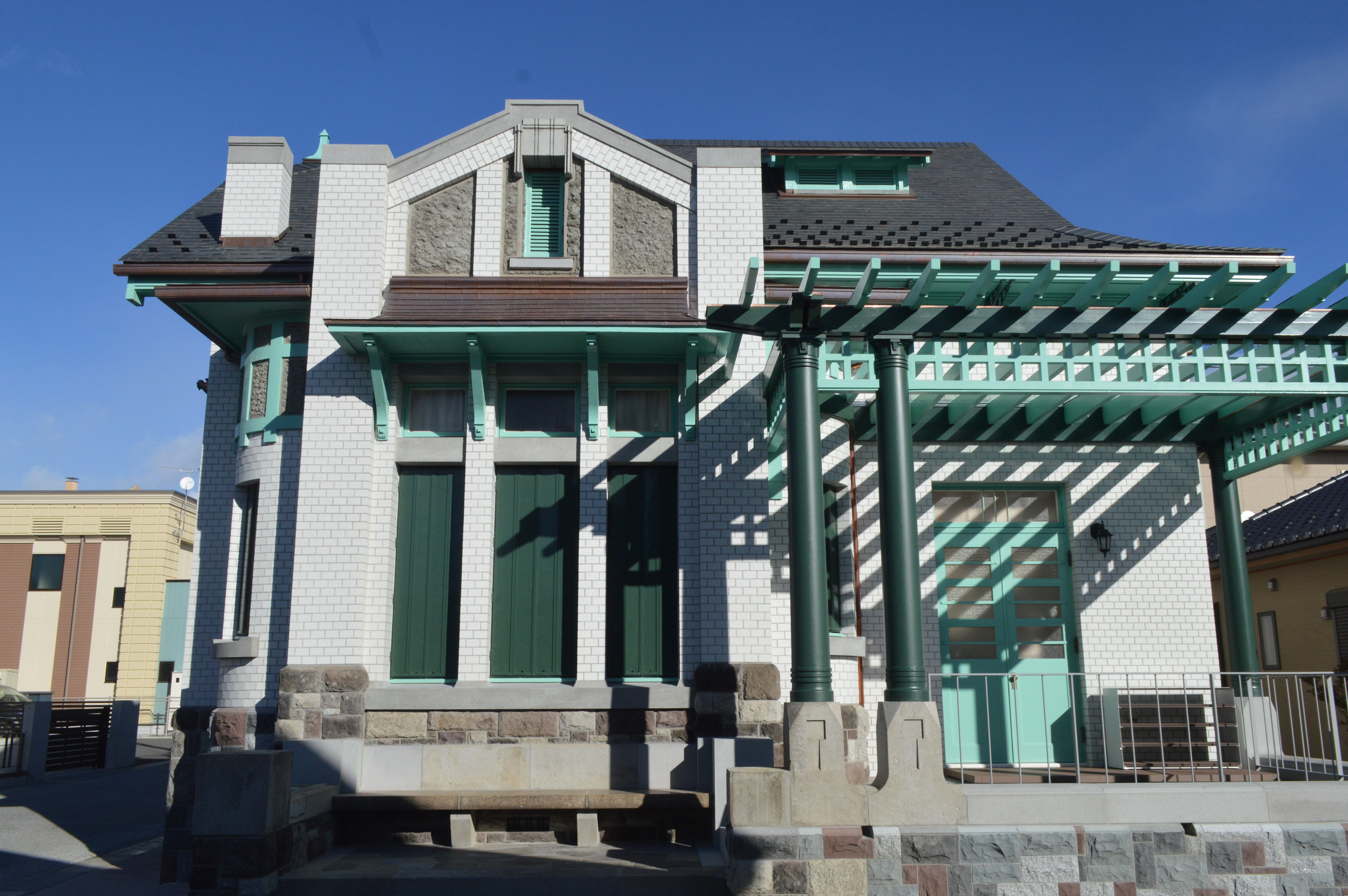
旧久米家住宅洋館